# Зарождение христианства
Христианство исторически возникло в религиозном контексте иудаизма времён Второго храма. Сам Иисус и его непосредственные последователи (апостолы) были по рождению и воспитанию иудеями; многие евреи, а также греки и римляне воспринимали их в качестве одной из многочисленных существовавших в то время иудейских сект.
Источниками современных знаний об этом периоде являются сочинения авторов иудейской традиции (Филона Александрийского, Иосифа Флавия и кумранских текстов), а также римских историков и критиков новой религии (Тацит, Цельс, Порфирий). Как утверждает Андрей Десницкий, римские историки практически не описывают события периода зарождения христианства, поскольку на данном этапе эти события не влияли на жизнь империи. Христиане начинают упоминаться в исторических документах конца I — начала II веков.
В иудаизме кроме официального религиозного служения в Храме важную роль также играли пророки, претендующие на то, что они передают Божественное откровение, как и Моисей, который непосредственно общался с Богом у неопалимой купины и на вершине Синая. В иудаизме периода Второго храма авторитет библейских пророков был очень высоким, и зарождение христианства многие исследователи связывают с направлением в иудаизме, для которого важное значение имели мессианские библейские пророчества и сверхъестественные проявления харизмы религиозных проповедников (пророков). Еврейский мессианизм предсказывал приход «помазанного» лидера из Дома Давида, чтобы восстановить Божье правление в Израиле (Царствие Божие) вместо иноземных правителей того времени. Геза Вермеш указывает на ряд таких фигур последних веков ветхозаветной эпохи и в период появления Христа (100 год до н. э. — 100 год н. э.) Иоанн Креститель был одним из таких пророков и Иисус рассматривался в качестве его последователя. Учёные считают вероятной связь Иоанна с кумранской общиной, которая рассматривается в качестве одной из предшественниц первых христианских общин.
В том, что касается самого Иисуса, то его историчность является предметом многочисленных дискуссий. Большинство историков сходится во мнении, что по крайней мере два эпизода его жизни, крещение его Иоанном Крестителем и распятие Понтием Пилатом, являются историческими. Относительно других эпизодов среди исследователей нет консенсуса и они рассматриваются в той или иной степени легендарными. Неполнота источников не позволяет полноценно установить подробности жизни Иисуса, однако даёт возможность реконструкции существования раннехристианских общин. При этом следует учитывать, что информация эта в основном написана самими христианами.
После крещения Иисус проповедовал, по разным источникам, от года до трёх лет в основном в Галилее в мелких городках и рыбацких посёлках в окрестностях Тибериады. После появления в Иерусалиме он был осуждён там сначала религиозным судом синедриона, а затем приговорён к распятию римским прокуратором Понтием Пилатом.
Несмотря на значительную мифологизацию образа Иисуса в христианских источниках, большинством современных учёных признаётся его историчность. Наиболее исторически достоверные из этих источников отражают быт, уклад жизни, социальную и политическую атмосферу подчинённой Римом Иудеи начала I века н. э. За вычетом мифических наслоений в этих источниках предстает правдоподобный образ рабби (учителя), идейно близкого к фарисеям, который был не чужд ессейского мистицизма и аскетизма. Деятельность исторического Иисуса развивалась на фоне антагонизма различных религиозных течений и мессианских движений мистико-политического характера, широко распространённых в период, который предшествовал разрушению Второго храма, и сыграли ведущую роль в дальнейшем развитии иудаизма. Иисус был одним из большого числа учителей-проповедников в Иудее своего времени, с которыми другие законоучители вели споры в стиле, характерном для Талмуда. Во время начала своего развития христианство не привлекло к себе большего внимания, чем иные еврейские течения, которые появлялись тогда в большом количестве. Вопреки евангелистам, современники не воспринимали жизнь и гибель Иисуса в качестве центральных событий мировой истории.
Первые последователи Иисуса утверждали, что на третий день после своей смерти Иисус воскрес из мёртвых и на протяжении сорока дней являлся своим ученикам. Воскресение Иисуса в христианстве дало толчок к проведению активной миссионерской деятельности, распятие и воскресение Иисуса при этом рассматривалось как исполнение библейских пророчеств о Мессии.
Часто подлинным основателем христианства считают апостола Павла ввиду его исключительной роли в отделении христианства от иудаизма. Его идея обращения с проповедью к язычникам стала основой становления христианства как мировой религии. Павел не только засвидетельствовал представления ранней Церкви, но и истолковал их, чем заложил основы христианского богословия. Павлу принадлежит важнейшая роль в формировании христианской догматики: относя к Иисусу Христу те библейские стихи, в которых говорится о Боге, он способствовал признанию Иисуса Богом; акцентировал спасение верующих через смерть Христа и его воскресение. Согласно исследованиям, идеи о вере в Иисуса как сына Божиего, который восстал из мёртвых и своей смертью искупил грехи верующих, не принадлежали исключительно Павлу: их содержат также Евангелия, Послания Иоанна, Послание к Евреям. Предположительно, они появились на той же идейной и социальной почве, что и взгляды Павла, что может подтверждать содержание свитков Мёртвого моря. В Посланиях Павла, Послании к Евреям и известной теологии Иоанна Крестителя заметно влияние тех же мотивов, что и в рукописях Мёртвого моря.